# Saint-Gérard-Majella
Saint-Gérard-Majella är en kommun av typen socken (municipalité de paroisse) i provinsen Québec i Kanada. Den ligger i regionen Montérégie, i den sydöstra delen av landet, 230 km öster om huvudstaden Ottawa. Antalet invånare var 240 vid folkräkningen 2021. Landarean är 38 kvadratkilometer.